# Slave Ship
Slave Ship is een Amerikaanse avonturenfilm uit 1937 onder regie van Tay Garnett. Destijds werd de film in Nederland uitgebracht onder de titel Slavenschip.

## Verhaal
Kapitein Jim Lovett beveelt zijn eerste stuurman om zijn bemanning te ontslaan, die betrokken is bij een zaak van slavenhandel. Als kapitein Lovett weer aan boord terugkeert met zijn bruid, treft hij daar dezelfde manschappen aan.

## Rolverdeling
| Acteur               | Personage       |
| -------------------- | --------------- |
| Warner Baxter        | Jim Lovett      |
| Wallace Beery        | Jack Thompson   |
| Elizabeth Allan      | Nancy Marlowe   |
| Mickey Rooney        | Swifty          |
| George Sanders       | Lefty           |
| Jane Darwell         | Mevrouw Marlowe |
| Joseph Schildkraut   | Danelo          |
| Miles Mander         | Corey           |
| Arthur Hohl          | Grimes          |
| Minna Gombell        | Mabel           |
| Billy Bevan          | Atkins          |
| Francis Ford         | Scraps          |
| J. Farrell MacDonald | Eigenaar        |
| Paul Hurst           | Dronkenman      |
| Holmes Herbert       | Commandant      |